# Microfilme

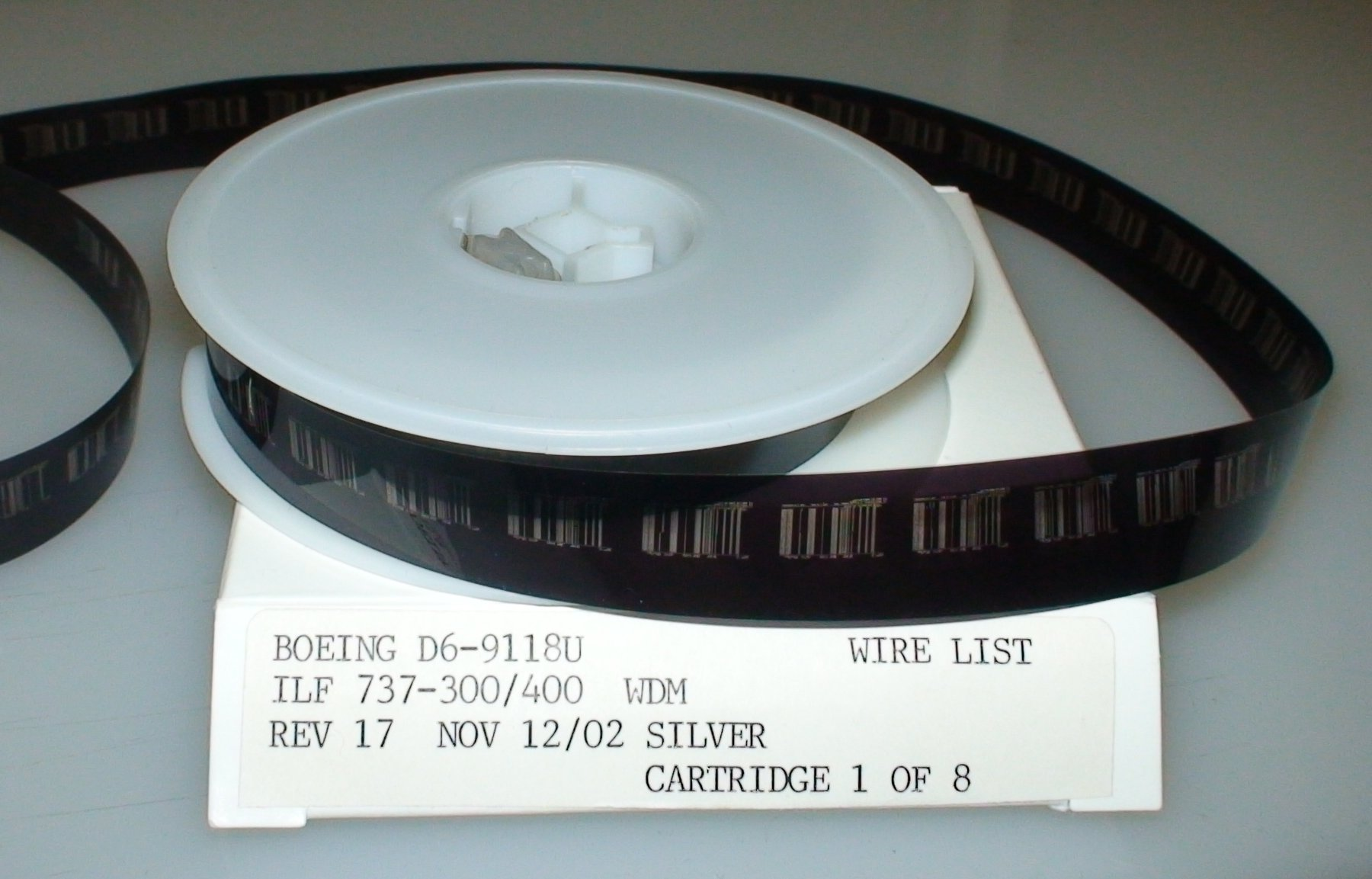
Um rolo de microfilme.

Microfilme é uma mídia analógica de armazenamento para livros, periódicos, documentos e desenhos. A sua forma mais padronizada é um rolo de filme fotográfico 35mm preto e branco ou colorido. Outra forma, mais comum para uso em engenharia, é um cartão perfurado Hollerith de exposição única. A maioria das mídias em microfilme atualmente tem um sistema digital de indexação exposto na borda de cada imagem, mas esses dados não são requeridos para usar o filme em si, e sim para suportar sistemas automatizados de pesquisa.

O microfilme não é a mídia mais compacta em microforma em uso geral: microfichas são ainda mais compactas.
A mídia tem numerosas vantagens:

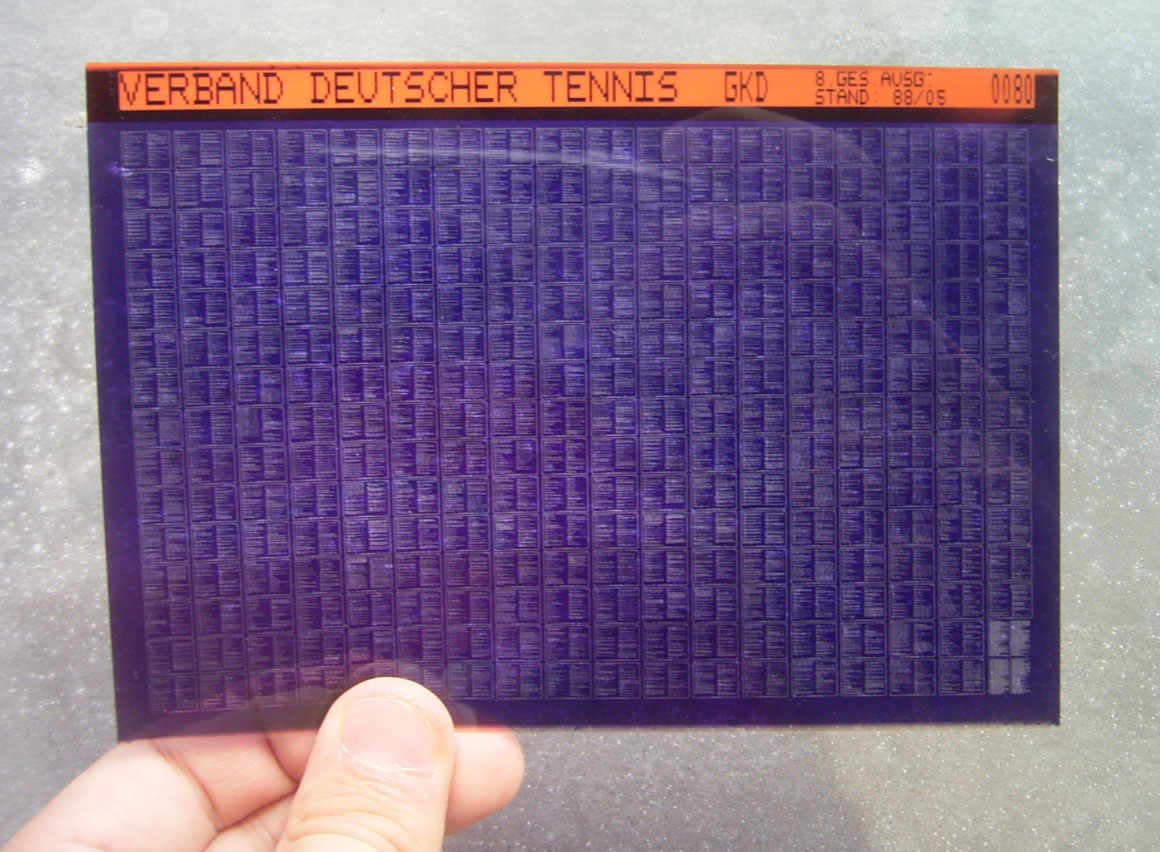
Microfilme de 1988

- Primeiro, é mais compacta que papel, com custo de armazenamento muito inferior ao deste. Geralmente, um ano de um periódico gasta 10% do espaço e 3% da altura do armazenamento equivalente em papel.
- Segundo, o custo é menor do que o de uma assinatura normal. Muitos serviços de microfilme conseguem um desconto de volume nos direitos de reprodução e tem custos menores para o processo quando comparado com papel impresso.
- Terceiro, é uma forma de armazenamento estável. A maioria das bibliotecas de microfilme usam poliéster com componentes fotossensíveis baseada em sais de prata sobre um gel endurecido, com um vida útil estimada de 500 anos sob climatização em padrões técnicos especificados. Nos trópicos, sistemas com superfície de epóxi ou poliéster com vidas úteis menores (20 anos) são preferidos.
- Quarto, já que é um meio análogo (uma imagem real dos dados originais), é muito fácil de ser usado. Ao contrário de mídia digital, o formato de dados é instantaneamente compreensível para pessoas que entendam a linguagem usada no mesmo; o único equipamento necessário é uma lupa. Isso reduz a possibilidade de obsolescência.

Sistemas que montam imagens de microfilme em cartão perfurado são usados extensivamente para o armazenamento de informações em engenharia. Por exemplo, quando linhas aéreas demandam o arquivamento de desenhos para suportar equipamento comprado (caso o fornecedor deixe o mercado), elas normalmente especificam microfilmes montados em cartão perfurado, com um sistema padrão de indexação usado pela indústria. Isso permite reprodução automatizada, e também que equipamento mecânico de ordenação escolha automaticamente desenhos necessários. O microfilme montado Hollerith ocupa cerca de 3% do espaço e tamanho dos desenhos convencionais em papel ou velo. Alguns contratos militares em cerca de 1980 começaram a especificar armazenamento digital de informações de engenharia e manutenção porque os gastos com estes eram ainda menores que os com microfilme, mas esses programas estão enfrentando dificuldade agora de comprar novos leitores para os formatos antigos.
A principal desvantagem do microfilme é que a imagem é pequena demais para se ler a olho nu. Bibliotecas usam leitores especiais que projetam imagens maiores em telas de vidro horizontais. Embora, essa característica seja, também intrínseca nos objetos digitais, que sempre necessitam da intermediação de um software e de um hardware para a visualização.
Outra desvantagem é que uma fotocopiadora convencional não consegue reproduzir as imagens. É necessário a utilização de leitoras específicas para a produção de cópias em papel. Bibliotecas usando microfilme geralmente possuem alguns leitores que podem produzir uma fotocópia da imagem.
A desvantagem final do microfilme contra mídias digitais é que esse perde qualidade durante a cópia, por se tratar de processo analógico, assim como ocorre com fotocópias de papel. Sucessivas cópias de cópias podem tornar o resultado final inutilizável. O mesmo processo não ocorre com mídias digitais (CD, DVD, etc) onde cada cópia é idêntica quanto ao seu conteúdo e forma de apresentação ao original, e desde que não tenha havido corrupção dos dados no processo de migração e que o formato digital utilizado para registro bem como a midia de armazenamento não estejam obsoletos.